# Добровольческое
Добровольческое (укр. Добровольчеське) — село,
Калиновский сельский совет,
Весёловский район,
Запорожская область,
Украина.
Код КОАТУУ — 2321282302. Население по переписи 2001 года составляло 210 человек.

## Географическое положение
Село Добровольческое находится на расстоянии в 4,5 км от села Калиновка.

## История
- 1922 год — дата основания.